# Fédération centrafricaine de football
La Fédération centrafricaine de football (RCA) est une association regroupant les clubs de football de République centrafricaine et organisant les compétitions nationales et les matchs internationaux de la sélection de République centrafricaine.
La fédération nationale de République centrafricaine fut fondée en 1961. Elle est affiliée à la FIFA depuis 1964 et est membre de la CAF depuis 1965.

## Histoire
L'histoire du football Centrafricains reste peu connu puisqu'elle n'a jamais participé aux compétitions internationales mais elle a connu de très grand joueur comme : Geoffrey Kondogbia,Mafuta,etc.

Il existe plusieurs clubs de foot Centrafricains mais peu connu en Afrique comme le FC Boy Rabe, etc.

## Équipementier
Depuis 2024, AB Sport est l'équipementier de l'équipe nationale.